# Schijf

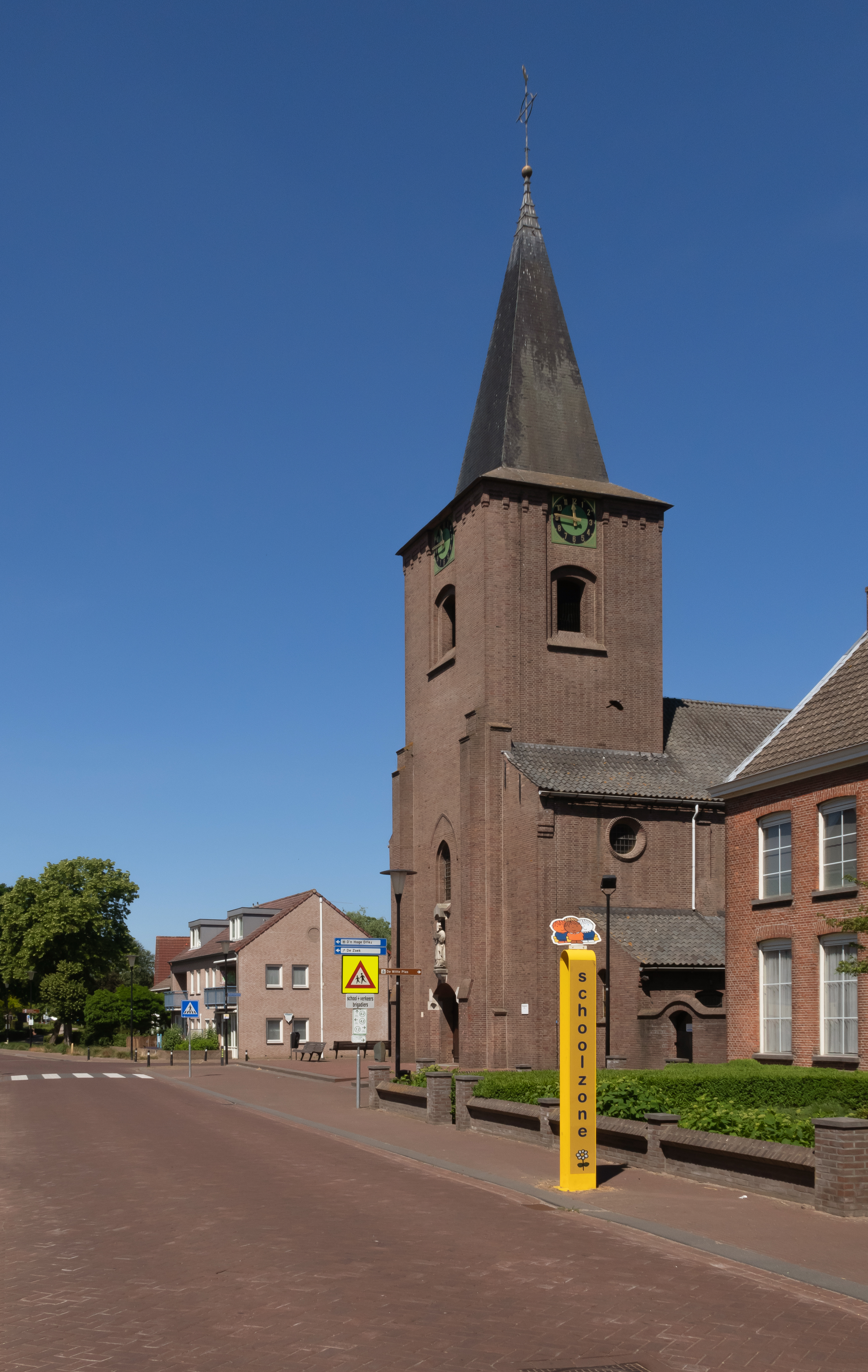
Schijf, l'église (Sint Martinuskerk).

Schijf est un village situé dans la commune néerlandaise de Rucphen, dans la province du Brabant-Septentrional. Le 1er janvier 2006, le village compte 1 451 habitants.